# No Surrender (2007)
No Surrender (2007) – gala wrestlingu zorganizowana przez amerykańską federację Total Nonstop Action Wrestling (TNA). Odbyła się 9 września 2007 w Impact Zone w Orlando na Florydzie. Była to trzecia gala z cyklu No Surrender oraz dziewiąte wydarzenie pay-per-view TNA w 2007 roku.
Karta wydarzenia składała się z ośmiu walk.

## Wyniki walk
Zestawienie zostało opracowane na podstawie źródeł:
| Nr                                 | Wyniki | Stypulacje                                                                                   | Czas  |
| ---------------------------------- | --- | -------------------------------------------------------------------------------------------- | ----- |
| 1                                  | Team Pacman (Adam „Pacman” Jones i Ron Killings) pokonali Kurta Angle’a i Stinga (c)                                | Tag Team match o TNA World Tag Team Championship                                             | 5:30  |
| 2                                  | Rhino pokonał Jamesa Storma (z Jackie Moore)                                                                        | Singles match                                                                                | 13:20 |
| 3                                  | Robert Roode (z Ms. Brooks) pokonał Kaza                                                                            | Singles match                                                                                | 13:50 |
| 4                                  | Jay Lethal pokonał Kurta Angle’a (c)                                                                                | Singles match o TNA X Division Championship                                                  | 12:30 |
| 5                                  | Chris Harris pokonał Black Reigna                                                                                   | No Disqualification match                                                                    | 5:30  |
| 6                                  | A.J. Styles i Tomko wygrali, eliminując The Motor City Machine Guns (Chrisa Sabina i Alexa Shelleya) jako ostatnich | 10-drużynowy Tag Team Gauntlet match o miano pretendentów do TNA World Tag Team Championship | 25:50 |
| 7                                  | Christian Cage pokonał Samoa Joego poprzez dyskwalifikację                                                          | Singles match                                                                                | 15:15 |
| 8                                  | Kurt Angle (c) pokonał Abyssa                                                                                       | Singles match o TNA World Heavyweight Championship                                           | 19:30 |
| (c) – mistrz/mistrzyni przed walką | |                                                                                              |       |